# Glyphodes speculifera
Glyphodes speculifera là một loài bướm đêm trong họ Crambidae.